# Emplectonema flavens
Emplectonema flavens är en djurart som tillhör fylumet slemmaskar, och som först beskrevs av Heinrich Bürger 1896.  Emplectonema flavens ingår i släktet Emplectonema och familjen Emplectonematidae. Inga underarter finns listade i Catalogue of Life.